# Richard Linklater

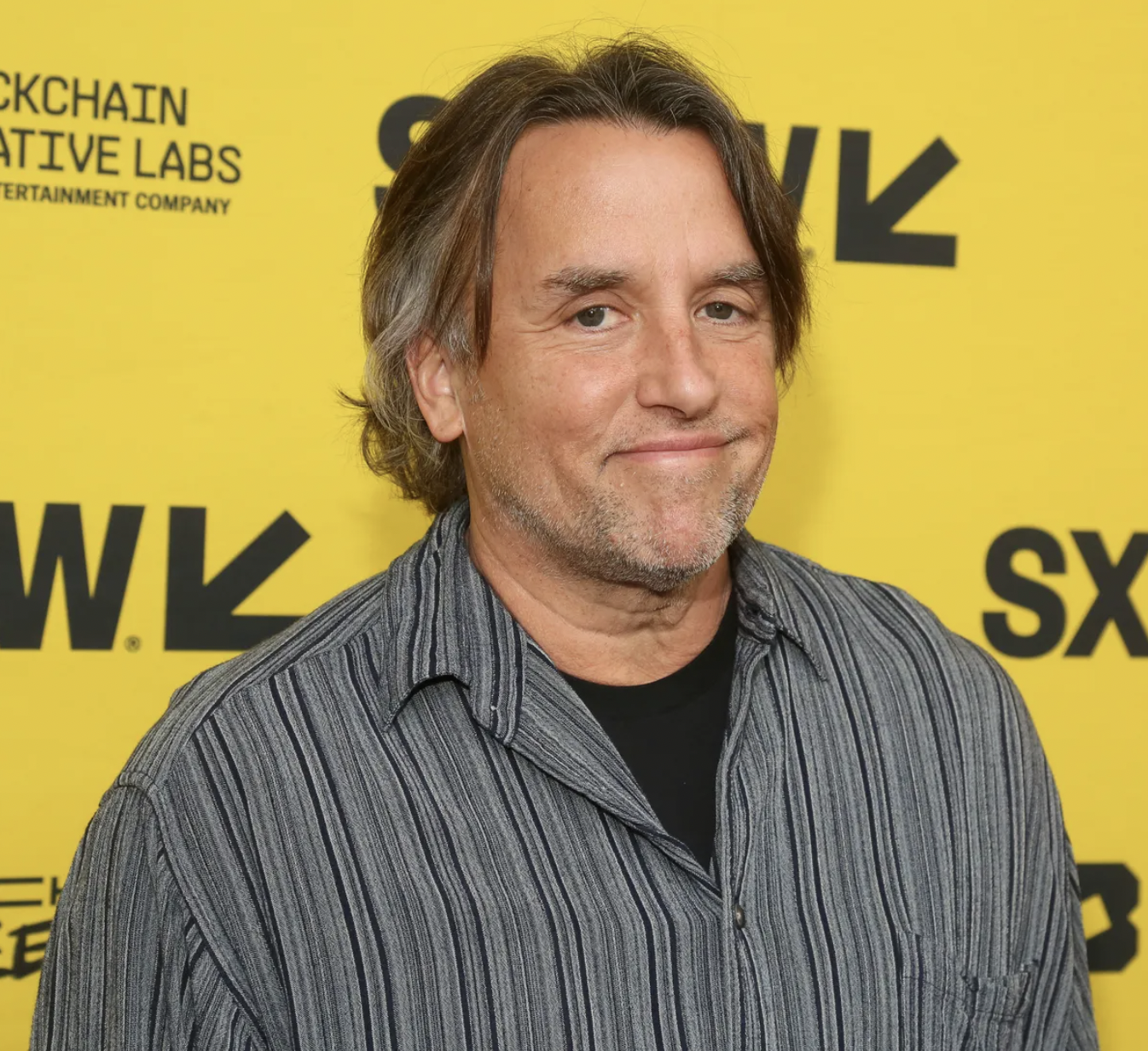
Richard Linklater (2022)

Richard Stuart Linklater (* 30. Juli 1960 in Houston, Texas) ist ein US-amerikanischer Filmregisseur und Drehbuchautor, der als einer der wichtigsten Filmemacher des gegenwärtigen amerikanischen Independent-Films gilt. Zu seinen bekanntesten Werken zählen Dazed and Confused (1993), School of Rock (2003), Boyhood (2014) und die „Before“-Filmtrilogie (1995–2013).

## Leben
Linklater ist als Filmregisseur ein Autodidakt. Nach zahlreichen Gelegenheitsjobs gründete er in Austin eine kleine Filmproduktionsfirma, um seinen ersten Kurzfilm zu drehen, der 1985 erschien. Gemeinsam mit Lee Daniel, den er über die Heart of Texas Filmmakers, eine Gruppe von Super-8-Filmemachern, kennengelernt hatte, gründete er 1985 die Austin Film Society.
1991 gab er mit dem Independentfilm Rumtreiber sein Spielfilmdebüt. Der Film war stilbildendes Vorbild für Regisseure der 2000er und 2010er Jahre, die dem Filmgenre Mumblecore – ein Indiefilmsubgenre – zugeordnet werden. Fortan wurde er als großes Talent unter den amerikanischen Filmemachern wahrgenommen. Sein erster Film, der mit einem Millionenbudget produziert wurde, war 1993 die später zum Kultfilm gewordene Teeniekomödie Confusion – Sommer der Ausgeflippten (Dazed and Confused). Bereits sein nächster Film Before Sunrise brachte ihm 1995 den Silbernen Bären bei den Internationalen Filmfestspielen in Berlin für die beste Regie ein.
Wiederholt arbeitete Linklater mit dem Schauspieler Ethan Hawke zusammen, so unter anderem in Before Sunrise (1995), Die Newton Boys (1998), Waking Life (2001), Tape (2001), Before Sunset (2004), Fast Food Nation (2006), Before Midnight (2013) und Boyhood (2014). Bei vielen seiner frühen Filme zeichnete Lee Daniel für die Kameraarbeit verantwortlich. Außerdem arbeitet Linklater seit 1993 ausschließlich mit der Filmeditorin Sandra Adair zusammen.
Von 2002 bis 2013 realisierte Linklater den Film Boyhood, der das Aufwachsen eines von Ellar Coltrane dargestellten Jungen über den Zeitraum von 12 Jahren zeigt. Die Besonderheit an dem Film ist, dass die Schauspieler im Verlauf des sehr langen Filmprojekts reell wachsen und altern, sodass die Coming-of-Age-Geschichte realistisch – immer mit derselben Besetzung – inszeniert werden konnte. Insofern ist Boyhood eine fiktive filmische Langzeitstudie. Der Film feierte seine Premiere beim Sundance Film Festival 2014. In Deutschland lief er erstmals im Wettbewerb der Internationalen Filmfestspiele Berlin 2014, bei dem Richard Linklater den Silbernen Bären für die beste Regie erhielt. Bei den Golden Globe Awards 2015 erhielt Boyhood den Preis in der Kategorie Bester Film – Drama, Linklater wurde mit dem Preis für die Beste Regie ausgezeichnet, ferner war er in der Kategorie Bestes Filmdrehbuch nominiert.
Seit 2019 arbeitet Linklater an einer Verfilmung des Musicals Merrily We Roll Along von Stephen Sondheim, welches über einen Zeitraum von 20 Jahren in ähnlicher Arbeitsweise wie bereits Boyhood gedreht werden soll. Dabei spielen Ben Platt und Beanie Feldstein die Hauptrollen.
Im Jahr 2025 erhielten seine Spielfilme Blue Moon und Nouvelle Vague Einladungen in die Hauptwettbewerbe der Filmfestivals von Berlin  und Cannes.
2020 wurde Linklater in die American Academy of Arts and Sciences gewählt. Seine 1994 geborene Tochter Lorelei Linklater ist als Schauspielerin tätig.

## Filmografie
Als Regisseur
- 1985: Woodshock (Kurzfilm)

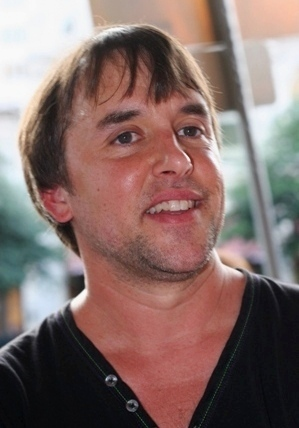
Linklater im Jahr 2007

- 1988: It’s Impossible to Learn to Plow by Reading Books
- 1990: Rumtreiber (Slacker)
- 1993: Confusion – Sommer der Ausgeflippten (Dazed and Confused)
- 1995: Before Sunrise
- 1996: subUrbia – Sixpacks, Sex + Supermarkets (SubUrbia)
- 1998: Die Newton Boys (The Newton Boys)
- 2001: Waking Life
- 2001: Tape
- 2003: School of Rock
- 2004: $5.15/Hr. (Fernsehfilm)
- 2004: Before Sunset
- 2005: Die Bären sind los (Bad News Bears)
- 2006: Fast Food Nation
- 2006: A Scanner Darkly – Der dunkle Schirm (A Scanner Darkly)
- 2008: Inning by Inning: A Portrait of a Coach (Dokumentarfilm)
- 2008: Ich & Orson Welles (Me and Orson Welles)
- 2011: Bernie – Leichen pflastern seinen Weg (Bernie)
- 2013: Before Midnight
- 2014: Boyhood
- 2016: Everybody Wants Some!!
- 2017: Last Flag Flying
- 2019: Bernadette (Where’d You Go, Bernadette)
- 2019: Another Day at the Office (Kurzfilm)
- 2022: Apollo 10 ½: Eine Kindheit im Weltraumzeitalter (Apollo 10 ½: A Space Age Childhood)
- 2023: A Killer Romance (Hit Man)
- 2025: Blue Moon
- 2025: Nouvelle Vague

Als Darsteller (Auswahl)
- 1996: Beavis und Butthead machen’s in Amerika (Beavis and Butt-Head Do America)
- 2001: Spy Kids
- 2018: Blaze